# Neobisium alticola
Espèce
Neobisium alticola est une espèce de pseudoscorpions de la famille des Neobisiidae.

## Distribution
Cette espèce se rencontre en Turquie, en Azerbaïdjan et en Iran.

## Publication originale
- Beier, 1973 : Beitrage zur Pseudoscorpioniden-Fauna Anatoliens. Fragmenta Entomologica, vol. 8, no 5, p. 223-236.